# 本末制度
本末制度（ほんまつせいど）は、江戸時代、江戸幕府が仏教教団を統制するために設けた制度である。

## 経緯
本寺末寺の制度は、本寺とか本山とよばれる大寺が、小寺を末寺とよんでその指揮下におき、統制した制度である。
本寺末寺の関係は、平安時代にすでに成立しているが、当初は本寺が末寺を保護するという形から成立したものである。江戸時代に入って、江戸幕府は寺院をその統制下におくことを計画した。
寛永9年（1632年）、各宗派の本山に対して「本末帳」の作成を命じ、末寺を調査させた。その結果、本寺の無い寺が当時かなりあることがわかったので、このような寺院に対して、改めて本末関係を結ばせるよう命じた。そして元禄5年（1692年）に「本末帳」の改訂をおこなわせて、本山から末寺に至る系列を明確にした。
これより先、幕府は慶長6年（1601年）の「高野山法度」の制定を皮切りに、慶長13年（1608年）から元和2年（1616年）にかけて各宗各山ごとに法度を制定しており、「本末帳」の作成と併せて、末寺の力を本寺に吸収し、全国の寺院を統制することを図った。
本寺は僧侶の任命・僧階の付与・住職の任免・色衣の着用許可・上人号の執奏などをおこなう権限をもち、本山行事への出仕を命令し、本山費の徴収をおこなうなど、末寺に対して統制をおこない、末寺は本寺に絶対服従を強いられた。
寛永8年(1631年)、新寺の創建を禁止し、翌年以降、各本山に対して「末寺帳」の提出を義務づけた。これによって、各地方の古刹が幕府の命によって、形式的に特定の宗派に編入されることとなった。
幕府は、江戸に設置された各宗派の「触頭（ふれがしら）」を通じて、自らの意向を宗派の末寺に対して周知徹底させることが可能になった。